# Krapfia macropetala
Krapfia macropetala là một loài thực vật có hoa trong họ Mao lương. Loài này được (DC.) Tamura mô tả khoa học đầu tiên năm 1993.